# Progressione del record mondiale della 4x50 m mista
L'ordine delle frazioni in cui viene nuotata la staffetta mista è il seguente: dorso, rana, farfalla e stile libero.

I record mondiali di tutte le staffette 4x50 m mista (maschile, femminile e mista) possono essere stabiliti solo in vasca corta (25 metri).
La Lega europea del nuoto (LEN) riconosce come validi i record ottenuti in questa competizione fin dai Campionati europei del 1998.

La Federazione Internazionale del nuoto (FINA), invece, ha riconosciuto ufficialmente la staffetta 4x50 m mista solo nell'ottobre 2013, ratificando i primati in essa stabiliti a partire dagli europei di Herning, e inserendola nel programma mondiale in vasca corta a partire dai Campionati di Doha 2014.

Contestualmente, la stessa FINA ha deciso di non riconoscere lo status di record del mondo ai primati stabiliti prima di questa sua decretazione in merito, ai quali perciò è rimasto lo status di "Miglior prestazione mondiale" e, per quanto riguarda quelli stabiliti in manifestazioni organizzate dalla LEN, quello di record europeo.

In seguito, il 13 marzo 2014, la FINA ha deciso di ratificare come record del mondo gli otto primati (4x50 m stile libero maschile e femminile; 4x50 m misti maschile e femminile; 4x50 m stile libero mista maschile/femminile; 4x50 m misti mista maschile/femminile; 4x100 m stile libero mista maschile/femminile; 4x100 m misti mista maschile/femminile) stabiliti nelle otto suddette specialità durante il "Fall Frenzy" dell'Università dell'Indiana, tenutosi a Bloomington il 26 settembre 2013.
Per quanto riguarda la 4x50 m mista mista, la FINA ha fatto esordire questa specialità nella Coppa del Mondo 2012, cominciando poi a ratificare i primati in essa stabiliti a partire dalla tappa di Mosca (12-13 ottobre) della Coppa del Mondo 2013, e inserendola nel programma mondiale in vasca corta a partire da Doha 2014.

## Uomini

### Vasca corta
| #                                            | Tempo   | +     | Atleta                                                                                                | Nazionalità             | Data              | Evento              | Luogo                    | Ref         |
| -------------------------------------------- | ------- | ----- | --- | ----------------------- | ----------------- | ------------------- | ------------------------ | ----------- |
| -                                            | 1'35"51 |       | Daniel Carlsson, Patrik Isaksson, Lars Frölander, Jonas Åkesson                                       | Svezia                  | 13 dicembre 1998  | Campionati europei  | Sheffield, Regno Unito   |             |
| -                                            | 1'35"51 |       | Stephan Kunzelmann, Mark Warnecke, Thomas Rupprath, Alexander Lüderitz                                | Germania                | 13 dicembre 1998  | Campionati europei  | Sheffield, Regno Unito   |             |
| -                                            | 1'35"14 |       | Stev Theloke, Mark Warnecke, Thomas Rupprath, Carsten Dehmlow                                         | Germania                | 13 dicembre 2001  | Campionati europei  | Anversa, Belgio          |             |
| -                                            | 1'34"78 |       | Stev Theloke, Mark Warnecke, Thomas Rupprath, Carsten Dehmlow                                         | Germania                | 13 dicembre 2001  | Campionati europei  | Anversa, Belgio          |             |
| -                                            | 1'34"72 |       | Stev Theloke, Jens Kruppa, Thomas Rupprath, Carsten Dehmlow                                           | Germania                | 12 dicembre 2002  | Campionati europei  | Riesa, Germania          |             |
| -                                            | 1'34"46 |       | Thomas Rupprath, Mark Warnecke, Fabian Friedrich, Carsten Dehmlow                                     | Germania                | 11 dicembre 2003  | Campionati europei  | Dublino, Irlanda         |             |
| -                                            | 1'34"06 |       | Helge Meeuw, Johannes Neumann, Thomas Rupprath, Jens Schreiber                                        | Germania                | 7 dicembre 2006   | Campionati europei  | Helsinki, Finlandia      |             |
| -                                            | 1'34"01 |       | Mirco Di Tora, Alessandro Terrin, Marco Belotti, Filippo Magnini                                      | Italia                  | 11 dicembre 2008  | Campionati europei  | Fiume, Croazia           |             |
| -                                            | 1'33"77 |       | Stanislav Donec, Sergey Geybel, Nikolaj Skvorcov, Sergej Fesikov                                      | Russia                  | 11 dicembre 2008  | Campionati europei  | Fiume, Croazia           |             |
| -                                            | 1'32"91 |       | Mirco Di Tora, Alessandro Terrin, Marco Belotti, Filippo Magnini                                      | Italia                  | 11 dicembre 2008  | Campionati europei  | Fiume, Croazia           |             |
| -                                            | 1'32"08 |       | Stanislav Donec, Stanislav Lakhtyukhov, Evgenij Korotyškin, Evgenij Lagunov                           | Russia                  | 10 dicembre 2009  | Campionati europei  | Istanbul, Turchia        |             |
| -                                            | 1'31"80 |       | Stanislav Donec, Sergey Geybel, Evgenij Korotyškin, Sergej Fesikov                                    | Russia                  | 10 dicembre 2009  | Campionati europei  | Istanbul, Turchia        |             |
|                                              |         |       | |                         |                   |                     |                          |             |
| Record riconosciuti ufficialmente dalla FINA |         |       | |                         |                   |                     |                          |             |
| 1                                            | 1'50"07 |       | Curtis Goss, Blaine Nichols, Kyle Johnson, Tanner Kurz                                                | Università dell'Indiana | 26 settembre 2013 | IU Fall Frenzy      | Bloomington, Stati Uniti | [ 4 ] [ 2 ] |
| 2                                            | 1'33"65 | b     | Niccolò Bonacchi (23"95) Francesco Di Lecce (26"10) Piero Codia (22"68) Luca Dotto (20"92)            | Italia                  | 12 dicembre 2013  | Campionati europei  | Herning, Danimarca       | [ 5 ]       |
| -                                            | 1'32"38 | [ 6 ] | Vitaly Melnikov (23"72) Oleg Kostin (26"18) Nikita Konovalov (21"92) Vladimir Morozov (20"56)         | Russia                  | 12 dicembre 2013  | Campionati europei  | Herning, Danimarca       | [ 7 ]       |
| 3                                            | 1'32"83 |       | Stefano Pizzamiglio (23"74) Francesco Di Lecce (26"07) Piero Codia (22"59) Marco Orsi (20"43)         | Italia                  | 12 dicembre 2013  | Campionati europei  | Herning, Danimarca       | [ 8 ]       |
| 4                                            | 1'30"51 |       | Guilherme Guido (23"42) Felipe França Silva (25"33) Nicholas Santos (21"68) César Cielo Filho (20"08) | Brasile                 | 4 dicembre 2014   | Campionati mondiali | Doha, Qatar              | [ 9 ]       |
| 5                                            | 1'30"44 |       | Kliment Kolesnikov (22"83) Kirill Prigoda (25"26) Aleksandr Popkov (22"11) Vladimir Morozov (20"24)   | Russia                  | 17 dicembre 2017  | Campionati europei  | Copenaghen, Danimarca    | [ 10 ]      |

Legenda: Ref - Referto della gara;
Record non ottenuti in finale: (b) - batteria; (sf) - semifinale; (s) - staffetta prima frazione.

## Donne

### Vasca corta
| #                                            | Tempo   | +      | Atleta                                                                                                | Nazionalità             | Data              | Evento              | Luogo                    | Ref         |
| -------------------------------------------- | ------- | ------ | --- | ----------------------- | ----------------- | ------------------- | ------------------------ | ----------- |
| -                                            | 1'50"13 |        | Sandra Völker, Sylvia Gerasch, Franziska van Almsick, Katrin Meißner                                  | Germania                | 13 dicembre 1998  | Campionati europei  | Sheffield, Regno Unito   |             |
| -                                            | 1'49"47 |        | Therese Alshammar, Emma Igelström, Anna-Karin Kammerling, Johanna Sjöberg                             | Svezia                  | 12 dicembre 1999  | Campionati europei  | Lisbona, Portogallo      |             |
| -                                            | 1'48"31 |        | Therese Alshammar, Emma Igelström, Anna-Karin Kammerling, Johanna Sjöberg                             | Svezia                  | 16 dicembre 2000  | Campionati europei  | Valencia, Spagna         |             |
| -                                            | 1'48"21 |        | Hinkelien Schreuder, Moniek Nijhuis, Inge Dekker, Marleen Veldhuis                                    | Paesi Bassi             | 11 dicembre 2004  | Campionati europei  | Vienna, Austria          |             |
| -                                            | 1'47"44 |        | Hinkelien Schreuder, Moniek Nijhuis, Inge Dekker, Marleen Veldhuis                                    | Paesi Bassi             | 10 dicembre 2005  | Campionati europei  | Trieste, Italia          |             |
| -                                            | 1'46"67 |        | Janine Pietsch, Janne Schaefer, Annika Mehlhorn, Britta Steffen                                       | Germania                | 15 dicembre 2007  | Campionati europei  | Debrecen, Ungheria       |             |
| -                                            | 1'45"73 |        | Emily Seebohm, Leisel Jones, Felicity Galvez, Lisbeth Trickett                                        | Australia               | 27 aprile 2008    | Telstra Grand Prix  | Canberra, Australia      |             |
| -                                            | 1'45"73 |        | Ranomi Kromowidjojo, Moniek Nijhuis, Hinkelien Schreuder, Marleen Veldhuis                            | Paesi Bassi             | 13 dicembre 2008  | Campionati europei  | Fiume, Croazia           |             |
| -                                            | 1'42"69 |        | Hinkelien Schreuder, Moniek Nijhuis, Inge Dekker, Ranomi Kromowidjojo                                 | Paesi Bassi             | 12 dicembre 2009  | Campionati europei  | Istanbul, Turchia        |             |
| Record riconosciuti ufficialmente dalla FINA |         |        | |                         |                   |                     |                          |             |
| 1                                            | 2'04"34 |        | Grace Padget, Heather Hayes, Bailey Pressey, Madelon Webb                                             | Università dell'Indiana | 26 settembre 2013 | IU Fall Frenzy      | Bloomington, Stati Uniti | [ 4 ] [ 2 ] |
| 2                                            | 1'45"92 | b      | Mie Nielsen (27"00) Rikke Møller Pedersen (29"73) Jeanette Ottesen (25"25) Pernille Blume (23"94)     | Danimarca               | 15 dicembre 2013  | Campionati europei  | Herning, Danimarca       | [ 11 ]      |
| -                                            | 1'44"67 | [ 12 ] | Daria Ustinova (27"57) Julija Yefimova (28"30) Svetlana Čimrova (25"15) Rozaliya Nasretdinova (23"65) | Russia                  | 15 dicembre 2013  | Campionati europei  | Herning, Danimarca       | [ 13 ]      |
| 3                                            | 1'44"81 |        | Mie Nielsen (26"47) Rikke Møller Pedersen (29"73) Jeanette Ottesen (24"59) Pernille Blume (24"02)     | Danimarca               | 15 dicembre 2013  | Campionati europei  | Herning, Danimarca       | [ 14 ]      |
| 4                                            | 1'44"04 |        | Mie Nielsen (26"39) Rikke Møller Pedersen (29"56) Jeanette Ottesen (24"09) Pernille Blume (24"00)     | Danimarca               | 5 dicembre 2014   | Campionati mondiali | Doha, Qatar              | [ 15 ]      |
| 5                                            | 1'43"27 |        | Ali De Loof (26"12) Lilly King (28"78) Kelsi Worrell (24"44) Katrina Konopka (23"93)                  | Stati Uniti             | 7 dicembre 2016   | Campionati mondiali | Windsor, Canada          | [ 16 ]      |
| 6                                            | 1'42"38 |        | Olivia Smoliga (25"97) Katie Meili (29"29) Kelsi Dahlia (24"02) Mallory Comerford (23"10)             | Stati Uniti             | 12 dicembre 2018  | Campionati mondiali | Hangzhou, Cina           | [ 17 ]      |

Legenda: Ref - Referto della gara;
Record non ottenuti in finale: (b) - batteria; (sf) - semifinale; (s) - staffetta prima frazione.

## Mista

### Vasca corta
| #  | Tempo   | +      | Atleta                                                                                               | Nazionalità             | Data              | Evento              | Luogo                    | Ref         |
| -- | ------- | ------ | --- | ----------------------- | ----------------- | ------------------- | ------------------------ | ----------- |
| 1  | 1'49"87 |        | James Wells, Cody Miller, Gia Dalesandro, Olivia Barker                                              | Università dell'Indiana | 26 settembre 2013 | IU Fall Frenzy      | Bloomington, Stati Uniti | [ 4 ] [ 2 ] |
| 2  | 1'47"61 |        | Dustin Rhoads, Andrew Marciniak, Haley Gordon, Olivia Kabacinski                                     | Università dell'Iowa    | 28 settembre 2013 | Water Carnival      | Ann Arbor, Stati Uniti   | [ 18 ]      |
| 3  | 1'41"70 |        | Sergej Makov (23"98) Andrej Grečin (26"90) Daria Tchvetkova (25"97) Ekaterina Borovikova (24"85)     | Russia                  | 12 ottobre 2013   | Coppa del Mondo     | Mosca, Russia            | [ 19 ]      |
| 4  | 1'39"54 |        | Jérémy Stravius (23"15) Giacomo Perez-Dortona (26"41) Mélanie Henique (25"45) Anna Santamans (24"53) | Francia                 | 20 ottobre 2013   | Coppa del Mondo     | Doha, Qatar              | [ 20 ]      |
| 5  | 1'39"08 | b      | Bobby Hurley (23"81) Christian Sprenger (26"07) Alicia Coutts (25"57) Cate Campbell (23"63)          | Australia               | 5 novembre 2013   | Coppa del Mondo     | Singapore                | [ 21 ]      |
| 6  | 1'38"02 |        | Bobby Hurley (23"47) Christian Sprenger (25"97) Alicia Coutts (25"35) Cate Campbell (23"23)          | Australia               | 5 novembre 2013   | Coppa del Mondo     | Singapore                | [ 22 ]      |
| 7  | 1'37"84 |        | Bobby Hurley (23"46) Christian Sprenger (25"91) Alicia Coutts (25"19) Cate Campbell (23"28)          | Australia               | 9 novembre 2013   | Coppa del Mondo     | Tokyo, Giappone          | [ 23 ]      |
| 8  | 1'37"63 | [ 24 ] | Vitaly Melnikov (23"70) Julija Efimova (28"39) Svetlana Čimrova (25"29) Vladimir Morozov (20"25)     | Russia                  | 13 dicembre 2013  | Campionati europei  | Herning, Danimarca       | [ 25 ]      |
| 9  | 1'37"17 |        | Eugene Godsoe (22"88) Kevin Cordes (25"40) Claire Donahue (25"28) Simone Manuel (23"61)              | Stati Uniti             | 21 dicembre 2013  | Duel in the Pool    | Glasgow, Regno Unito     | [ 26 ]      |
| 10 | 1'36"40 |        | Olivia Smoliga (25"85) Michael Andrew (25"75) Kelsi Dahlia (24"71) Caeleb Dressel (20"09)            | Stati Uniti             | 13 dicembre 2018  | Campionati mondiali | Hangzhou, Cina           | [ 27 ]      |
| 11 | 1'36"22 |        | Kliment Kolesnikov (22"67) Vladimir Morozov (25"40) Arina Surkova (24"94) Marija Kameneva (23"21)    | Russia                  | 5 dicembre 2019   | Campionati europei  | Glasgow, Regno Unito     |             |

Legenda: Ref - Referto della gara;
Record non ottenuti in finale: (b) - batteria; (sf) - semifinale; (s) - staffetta prima frazione.